# Give Me Just a Little More Time
Give Me Just a Little More Time este melodia de debut a trupei Chairmen of the Board, lansata în 1970. Kylie Minogue a făcut un cover după această melodie în 1992, fiind al treilea single de pe albumul Let's Get to It.